# Championnat de France masculin de handball 1968-1969
Navigation
Nationale 1 1967-1968 Nationale 1 1969-1970
Le championnat de France de Nationale 1 masculin 1968-1969 est le plus haut niveau de handball en France. 
Le titre de champion de France est remporté par le Stade Marseillais UC. C'est leur troisième titre de champion de France.

## Présentation
Alors que 32 équipes participaient à la compétition la saison précédente, seules 16 équipes, réparties dans 2 poules de 8 équipes, participent à cette édition du championnat de Nationale 1. Ainsi, le Poitiers Étudiants Club Handball, champion de France de Nationale 1B (actuelle 2e division) en 1968, n'a pas été promu.
Les deux premiers de chaque poule sont qualifiés pour les demi-finales.

## Phase de groupes
- P : Promu d'Excellence : aucun[1]
- Qualifié pour les Demi-finales
- Relégation en Nationale II

### Poule A
Les résultats de la poule A sont :
|   | Équipe                       | Pts | J  | G | N | P  | Bp  | Bc  | Diff |
| - | ---------------------------- | --- | -- | - | - | -- | --- | --- | ---- |
| 1 | Stade Marseillais UC         | 35  | 14 | 9 | 3 | 2  | 225 | 186 | 39   |
| 2 | Stella Sports Saint-Maur (T) | 33  | 14 | 8 | 3 | 3  | 256 | 212 | 44   |
| 3 | FC Mulhouse                  | 30  | 14 | 7 | 2 | 5  | 264 | 261 | 3    |
| 4 | FC Sochaux                   | 29  | 14 | 7 | 1 | 6  | 267 | 262 | 5    |
| 5 | ASPTT Metz                   | 27  | 14 | 6 | 1 | 7  | 230 | 248 | -18  |
| 6 | CSL Dijon                    | 25  | 14 | 5 | 1 | 8  | 233 | 223 | 10   |
| 7 | HBC Besançon                 | 23  | 14 | 3 | 3 | 8  | 210 | 255 | -45  |
| 8 | ASU Lyon                     | 22  | 14 | 4 | 0 | 10 | 222 | 260 | -38  |

### Poule B
Les résultats de la poule B sont :
|   | Équipe                        | Pts | J  | G  | N | P  | Bp  | Bc  | Diff |
| - | ----------------------------- | --- | -- | -- | - | -- | --- | --- | ---- |
| 1 | US Ivry                       | 38  | 14 | 12 | 0 | 2  | 318 | 208 | 110  |
| 2 | ASP Police Paris              | 38  | 14 | 11 | 2 | 1  | 333 | 265 | 68   |
| 3 | Paris UC                      | 36  | 14 | 10 | 2 | 2  | 270 | 197 | 73   |
| 4 | Carabiniers de Billy-Montigny | 26  | 14 | 6  | 0 | 8  | 257 | 254 | 3    |
| 5 | ASPTT Évreux                  | 25  | 14 | 5  | 1 | 8  | 252 | 269 | -17  |
| 6 | Girondins de Bordeaux HBC     | 24  | 14 | 4  | 2 | 8  | 226 | 231 | -5   |
| 7 | Bordeaux EC                   | 23  | 14 | 4  | 1 | 9  | 226 | 270 | -44  |
| 8 | AS Cheminots de l'Ouest Paris | 14  | 14 | 0  | 0 | 14 | 178 | 366 | -188 |

## Phase finale
Les résultats de la phase finale sont :
|  | Demi-finales         | Demi-finales         | Demi-finales      | Demi-finales      |                      |                      | Finale   | Finale | Finale | Finale |
|  |                      |                      |                   |                   |                      |                      |          |        |        |        |
|  |                      |                      |                   |                   |                      |                      | Besançon |        |        |        |
|  | Stade Marseillais UC | Stade Marseillais UC | 20                | 22                |                      |                      |          |        |        |        |
|  | Stade Marseillais UC | Stade Marseillais UC | 20                | 22                |                      |                      |          |        |        |        |
|  | AS Police Paris      | AS Police Paris      | 13                | 21                |                      |                      |          |        |        |        |
|  | AS Police Paris      | AS Police Paris      | 13                | 21                | Stade Marseillais UC | Stade Marseillais UC | 19       | 19     |        |        |
|  |                      |                      |                   |                   | Stade Marseillais UC | Stade Marseillais UC | 19       | 19     |        |        |
|  |                      |                      | Stella Saint-Maur | Stella Saint-Maur | 16                   | 16                   |          |        |        |        |
|  | Stella Saint-Maur    | Stella Saint-Maur    | Stella Saint-Maur | Stella Saint-Maur | 16                   | 16                   | 23       | 15     |        |        |
|  | Stella Saint-Maur    | Stella Saint-Maur    |                   |                   |                      |                      |          | 15     |        |        |
|  | US Ivry              | US Ivry              | 19                | 17                |                      |                      |          |        |        |        |
|  | US Ivry              | US Ivry              | 19                | 17                |                      |                      |          |        |        |        |

En finale, le Stade Marseillais UC a ravi le titre national à Stella Saint-Maur et remporté ainsi, pour la troisième fois, le championnat de France, grâce notamment à une excellente première mi-temps. En adoptant, d'entrée, un rythme exceptionnel, en misant sur la contre-attaque, Marseille a étouffé la Stella qui accuse un déficit de 7 buts au repos (14-7). La Stella eut une belle réaction en deuxième période (victoire 9-5) mais le retard était trop important. La feuille de match est :
- SMUC : Costantini 6 buts, Abrahamian 4 buts, Matteoni 3 buts, Rouit 2 buts, Agostini 2 buts, Soulié 1 but, Touchais 1 but.
- Stella : Germain 6 buts, Bourgeot 3 buts, Chretien 2 buts, Hector 2 buts, Berger 1 but, Perraud 1 but, Petit 1 but

Pour la finale de Nationale II, le CO Billancourt, mieux organisé, s'est imposé face au HBC Villefranche-en-Beaujolais 17 à 11.

## Anecdote
En début de saison, à l'occasion du match Paris UC-AS Police Paris, les « étudiants » du PUC ont offert aux « policiers » de l'ASPP un pavé en mémoire des événements de mai 1968.